# Satabdi Roy
Shatabdi Roy, née le 5 octobre 1969 à Agarpara (en), est une actrice, une réalisatrice du cinéma indien et une parlementaire indienne. En tant qu'actrice, elle est connue pour son travail dans le cinéma bengali, où elle tourne de la fin des années 1980 et dans les années 1990. En tant que réalisatrice, elle est dénoncée par la critique pour son utilisation de thèmes superflus. Elle est membre du Parlement pour le parti All India Trinamool Congress depuis 2009. 
Shatabdi Roy fait ses débuts au cinéma aux côtés de Prosenjit Chatterjee (en) dans le film bengali Atanka (1986) de Tapan Sinha (en), qui est acclamé et lui vaut le Prix de l'association des journalistes cinématographiques du Bengale de la meilleure actrice dans un second rôle, en 1987.